# Praia da Luz
Praia da Luz es una aldea y un complejo turístico situado a 6 kilómetros de Lagos, en el Algarve, Portugal.
Sus playas destacan por la limpieza de sus aguas, lo que hace que sea una de las playas con Bandera Azul otorgada por la Fundación Europea de Educación Ambiental.

## Desaparición de Madeleine McCann
Praia da Luz saltó a la fama a partir del 3 de mayo de 2007, cuando se produjo la desaparición de Madeleine McCann, continuando a día de hoy desaparecida.